# Lampria corallogaster
Lampria corallogaster är en tvåvingeart som först beskrevs av Jacques-Marie-Frangile Bigot 1878.  Lampria corallogaster ingår i släktet Lampria och familjen rovflugor. Inga underarter finns listade i Catalogue of Life.